# FK Renova
Az FK Renova (macedónul: Фудбалски Клуб Ренова Џепчиште, magyar átírásban: Fudbalszki Klub Renova Dzsepcsiste) egy macedón labdarúgócsapat, székhelye Dzsepcsistében található, jelenleg a macedón labdarúgó-bajnokság élvonalában szerepel. Mivel saját stadionja csak kevés néző befogadására alkalmas, ezért a közeli városban, Tetovóban játssza hazai mérkőzéseit.

## Eredményei

### Európai kupa-szereplés

#### Összesítve
| Kupa           | J | Gy | D | V | LG–KG |
| -------------- | - | -- | - | - | ----- |
| Európa-liga    | 2 | 0  | 1 | 1 | 2–3   |
| Intertotó-kupa | 4 | 1  | 1 | 2 | 2–3   |
| Összesítve     | 4 | 1  | 1 | 2 | 4–6   |

#### Szezonális bontásban
| Idény     | Kupa           | Forduló         | Klub                | 1. mérk. | 2. mérk. |
| --------- | -------------- | --------------- | ------------------- | -------- | -------- |
| 2008      | Intertotó-kupa | 1. forduló      | HNK Rijeka          | 0–0      | 2–0      |
| 2008      | Intertotó-kupa | 2. forduló      | Hapóél Bné Szakhnin | 1–2      | 0–1      |
| 2009–2010 | Európa-liga    | 1. selejtezőkör | Dinama Minszk       | 1–2      | 1–1      |

Megjegyzés: Csak az Európai Labdarúgó-szövetség (UEFA) által szervezett európai kupák eredményeit tartalmazza. Az eredmények minden esetben a Lokomotiv Szofija szemszögéből értendőek, a félkövéren jelölt mérkőzéseket pályaválasztóként játszotta.

## Külső hivatkozások
- Az FK Renova hivatalos honlapja Archiválva 2008. augusztus 21-i dátummal a Wayback Machine-ben
- Az FK Renova adatlapja az uefa.com-on (angolul)
- Az FK Renova adatlapja a macedonianfootball.com-on (angolul)
- Az FK Renova adatlapja Macedón Labdarúgó-szövetség hivatalos oldalán (macedónul), (angolul)